# Tet
|  | Per a altres significats, vegeu «Tet (desambiguació)». |

La Tet (IPA: [ˈtɛt]) és un riu de la Catalunya del Nord que neix prop del Carlit i, tot seguint una direcció oest-est, amb moltes giragonses i inflexions, travessa l'Alta Cerdanya, el Conflent i la plana del Rosselló per acabar desembocant a la Mediterrània prop de Perpinyà, després de 120 km.
El 1940, un fort aiguat va fer que la Tet provoqués importants destruccions.

## Etimologia
Aviè, Estrabó i Claudi Ptolemeu l'anomenen Ruscino, que és el nom que rebia la vila de Perpinyà a l'antiguitat clàssica. Per la seva banda, Pomponi Mela l'anomena Tetis, sens dubte el precedent del topònim actual. El riu no torna a aparèixer documentat fins al segle ix, en diversos documents i amb les formes Tedo, Tede i Tete.

## Recorregut

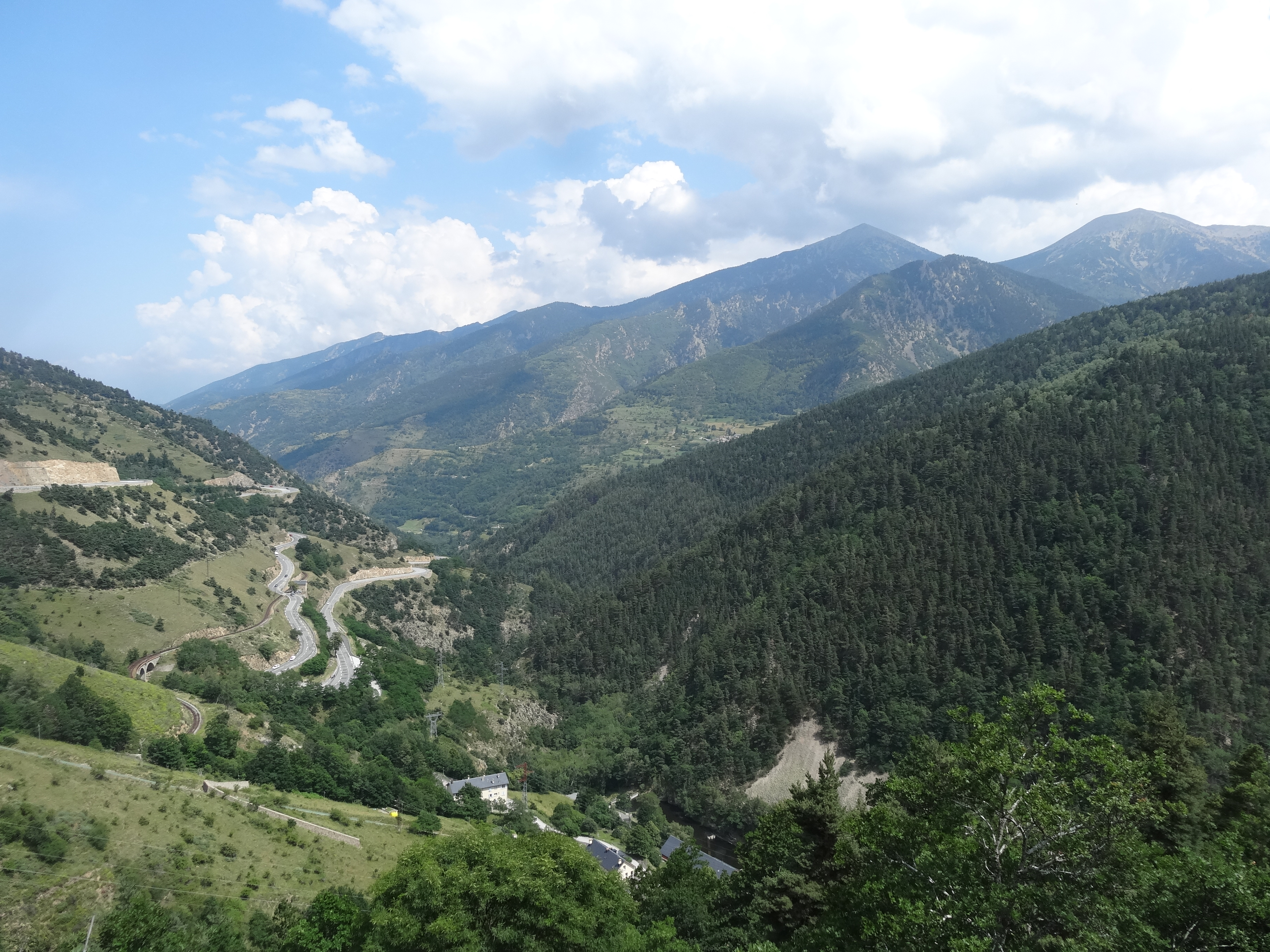
La vall de la Tet a l'alçada de Sautó i Planès

El riu es forma a 2.059 m alt per la unió de dos torrents de muntanya, el Rec de la Grava, que prové del nord-oest, i el Rec de la Llosa, que ho fa del nord-est. El seu naixement és en terme d'Angostrina i Vilanova de les Escaldes, al nord-oest del Carlit.
El seu curs es veu modificat per l'existència d'embassaments artificials com ara l'estany de la Bollosa, construït per a generar energia hidroelèctrica, i el pantà de Vinçà.
Travessa una bona quantitat de comunes: Angostrina i Vilanova de les Escaldes, on té la capçalera, els Angles, Bolquera, la Llaguna, la Cabanassa, Montlluís, Sautó, Sant Pere dels Forcats, Planès, Fontpedrosa, Toès i Entrevalls, Canavelles, Nyer, Soanyes, Oleta i Èvol, Serdinyà, Fullà, Vilafranca de Conflent, Cornellà de Conflent, Rià i Cirac, Codalet, Prada, Catllà, Eus, Marqueixanes, Arboçols, Vinçà, Rodès, Bulaternera, Illa, Nefiac, Millars, Cornellà de la Ribera, Sant Feliu d'Amunt, Sant Feliu d'Avall, Pesillà de la Ribera, el Soler, Vilanova de la Ribera, Baó, Sant Esteve del Monestir, Perpinyà, Bonpàs, Vilallonga de la Salanca, Canet de Rosselló i Santa Maria la Mar.

### Principals afluents
- La Riberola
- el Torrent de Carançà
- la Ribera de Mentet
- la Rotjà (Pi de Conflent, Saorra, Fullà i Serdinyà)
- el Cadí (Vernet, Cornellà de Conflent i Vilafranca de Conflent)
- el Callan (Noedes, Conat i Rià i Cirac)
- la Castellana (coll de Jau)
- la Llentillà (Vallmanya, Vallestàvia, Finestret, Espirà de Conflent i Vinçà)
- el Bulès (la Bastida, Sant Marçal, Prunet i Bellpuig, Bula d'Amunt, Casafabre, Bulaternera, Millars i Nefiac)
- la Bassa (Perpinyà),

### Localitats principals situades al llarg del seu curs
- Montlluís
- Fontpedrosa
- Oleta
- Vilafranca de Conflent
- Rià
- Prada
- Illa
- Millars
- El Soler
- Perpinyà.